# The Retrosic
The Retrosic ist ein deutsches Elektro-Projekt, das im Jahr 2001 von Cyrus (Jörg Kundinger) gegründet wurde. Das Projekt entwickelte sich bald vom Soloprojekt zu einer echten Band. Die Stammbesetzung mit vier Mitgliedern wird gelegentlich mit der Sopranistin Zaide ergänzt. Auf dem bandeigenen Label Tribune Records erschienen neben einer Compilation auch je ein Album von God’s Bow und der Rockband Manzana. In der Rezension zum neuesten Album Nightcrawler schreibt laut.de: „The Retrosic haben es innerhalb nur weniger Jahre geschafft, sich beinahe vollkommen aus eigener Kraft bis ganz an die Spitze der deutschen Electro-Bewegung zu setzen.“

## Werdegang
Nach der Gründung erschien im April 2001 das erste Album Prophecy beim dafür gegründeten Label Tribune Records. Ein Jahr später folgte die EP Messa da Requiem, aus der die Single Ground Zero ausgekoppelt wurde. Messa da Requiem erreichte in den Deutschen Alternative Charts Platz 4 und fand sich damit auf der Jahres-Bestenliste 2002 der DAC auf Platz 43 wieder. 2004 erschien das zweite Album God of Hell im Vertrieb von Soulfood Music, das Platz 2 in der Jahresbestliste erreichte, die gleichnamige Single stand sogar auf Platz 3 der Jahrescharts 2004. Gleichzeitig konnte sich auch Tribune Records in den Labelbestlisten der DAC platzieren.
Ende 2006 erschien mit Nightcrawler das dritte Album der Gruppe. Die gleichnamige Single erreichte Platz 3 der DAC, das Album Platz 5. Das Album wurde in den Soundchecks der großen deutschen Szenemagazine Zillo, Sonic Seducer und Orkus gleichermaßen als „Album des Monats“ ausgezeichnet. Im Mai 2007 spielte The Retrosic das erste Livekonzert der Bandgeschichte. Das Ereignis fand als Mitternachts-Eröffnungskonzert des Wave-Gotik-Treffen in Leipzig vor 7000 Zuschauern statt. Ein Mitschnitt dieses Konzertes sollte als DVD veröffentlicht werden, ist bisher aber nicht erschienen.

## Sonstiges
- Selbst in den USA erreichte die Band mit Hilfe des Electro-Labels Metropolis Popularität (dort gibt es exklusive Album-Versionen).
- Zum Lied The Storm entstand ein Musikvideo, welches von Microsoft zum Video des Jahres nominiert wurde und das der Band eine Einladung zur Endausscheidung in Brasilien einbrachte.
- Das Musikvideo zu Desperate Youth vom Nightcrawler – Album bekam auf dem International HD Film Festival 2006 in München den Silver Artist.

## Diskographie
- 2001: Prophecy
- 2002: Messa da Requiem (EP)
- 2004: God of Hell
- 2006: Nightcrawler